# Hypoallergeen
Hypoallergeen betekent minder dan normaal of weinig allergeen.
Het woord is voor het eerst gebruikt in een advertentie voor cosmetica. De term wordt vooral in de cosmetica-industrie gebruikt om producten die geen of weinig allergische reacties oproepen.
Ook dieren worden soms als hypoallergeen beschreven. Dit wil niet zeggen dat het bedoelde ras of soort geen allergenen produceert, maar dat door het type pels, soms zelfs de afwezigheid van haar, of een gen dat voor een bepaald eiwitten codeert, allergische reacties minder ernstig zijn dan normaal. Mensen met bijvoorbeeld astma kunnen nog steeds last hebben van een allergische reactie op dit type dieren.